# Lhotka (Rychnov nad Kněžnou)

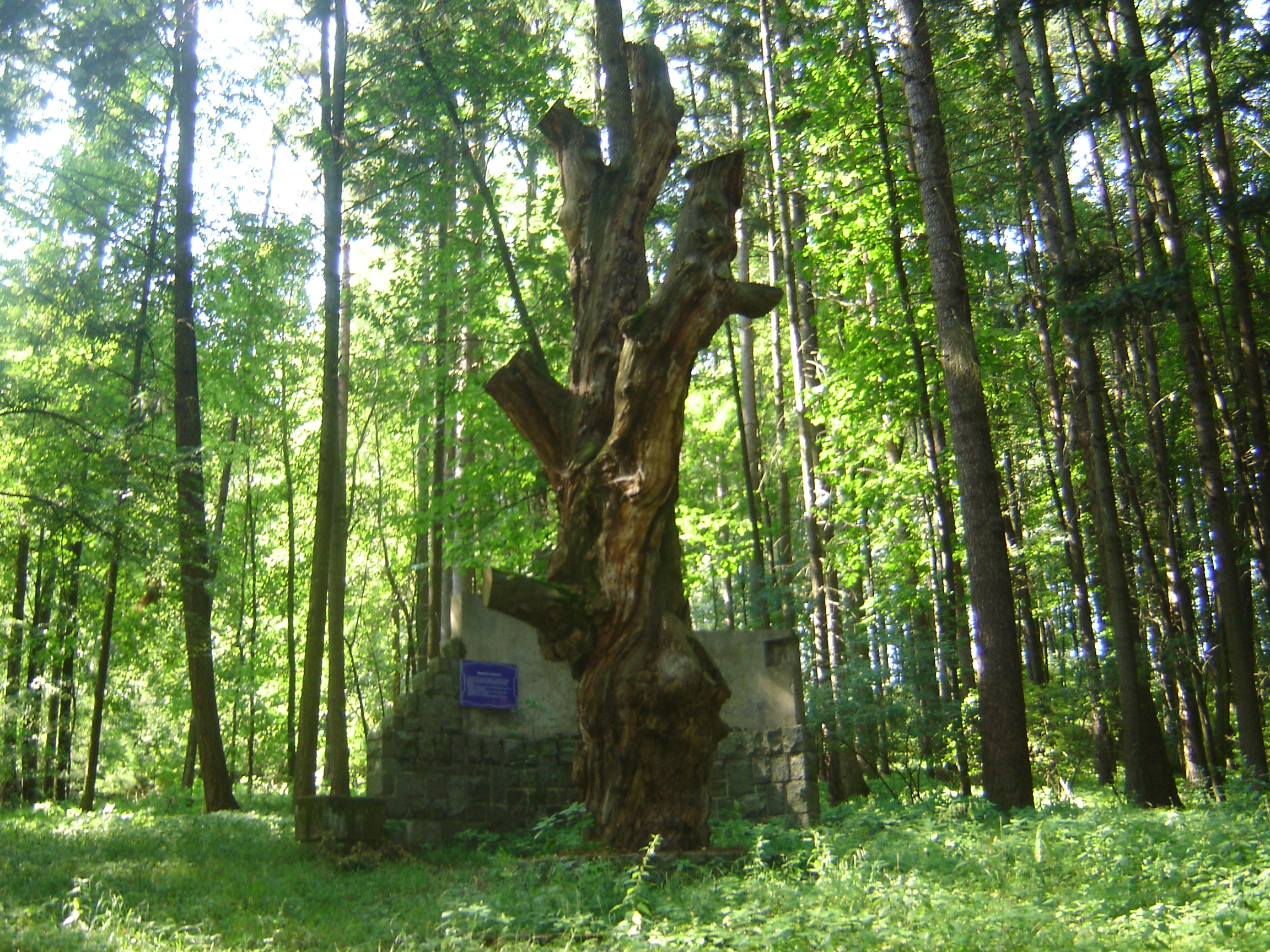
Geschützte Waldkiefer

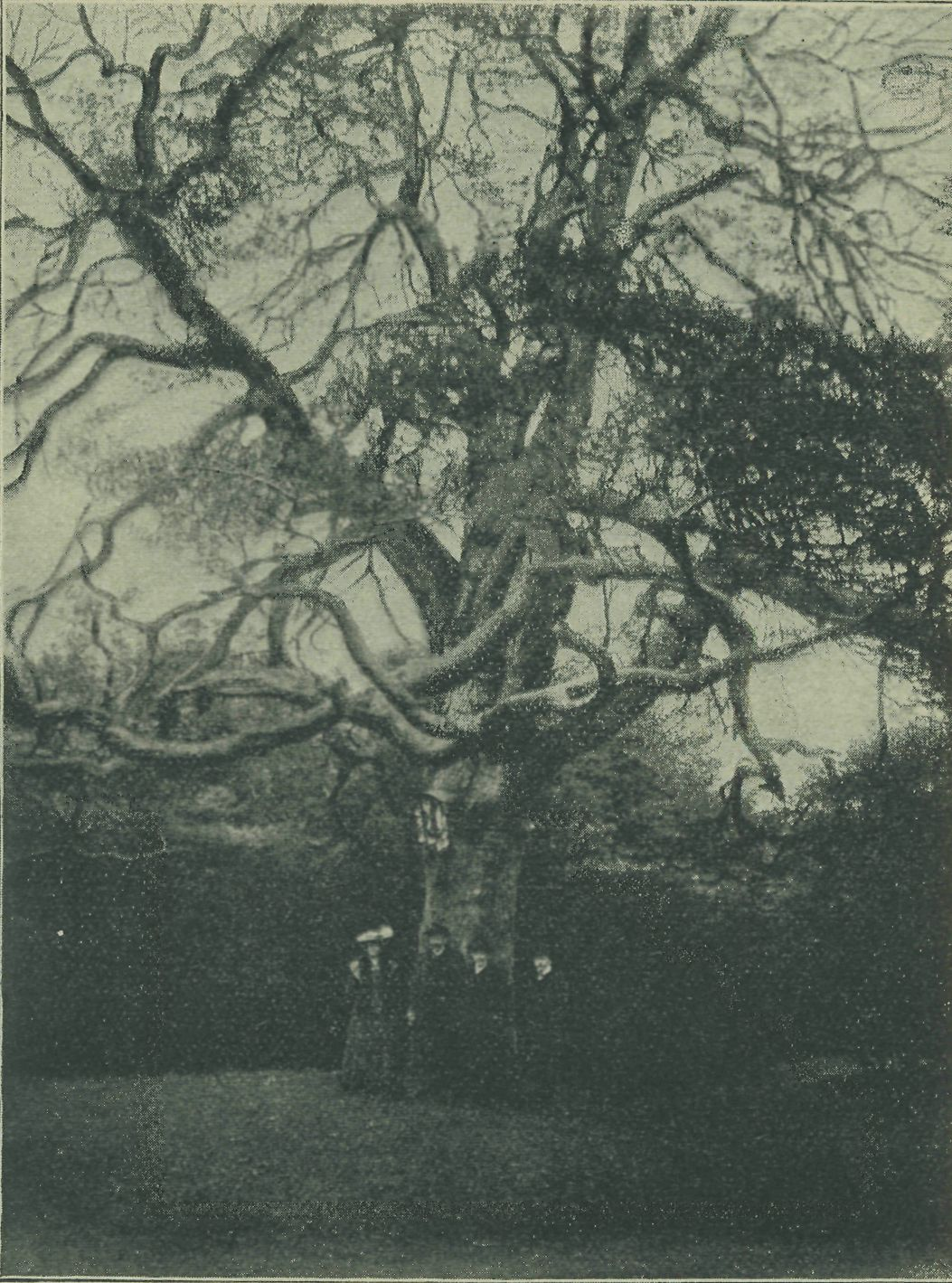
Historische Aufnahme der Brüderkiefer von Jan Vilím (um 1900)

Lhotka ist ein untergegangenes Dorf im Vorland des Adlergebirges. Es lag südwestlich von Reichenau, weshalb es als Lhotka bei Reichenau (Lhotka u Rychnova nad Kněžnou) bezeichnet wird. Das Gebiet gehört jetzt zur Gemeinde Synkov-Slemeno.
Lhotka ist ein historisch bedeutender Ort der Unität der Böhmischen Brüder.

## Geschichte
Mit Erlaubnis des Utraquisten Jan Rokycana ließen sich ab 1453 Anhänger der verfolgten Glaubensgemeinschaft der Böhmischen Brüder im ostböhmischen Kunwald nieder. Es gehörte damals zur Herrschaft Lititz und war im Besitz des späteren Königs Georg von Podiebrad. Dort wurden sie von einigen Predigern betreut, unter ihnen Michael Bradacius, der als utraquistischer Pfarrer in Žamberk amtierte und deshalb als Michael von Žamberk bezeichnet wird. Er zog 1457 zu den gläubigen Brüdern nach Kunwald, die sich zunächst „Fratres Legis Christi“ (Brüder vom Gesetz Christi) nannten. Im Sinne des Evangeliums lebten sie dort nach apostolischem Vorbild in einer christlichen und brüderlichen Gemeinschaft. Im Gegensatz zu den hussitischen „Gotteskämpfern“ lehnten sie jede Gewalt ab.
Im März 1467 veranstalteten sie eine Brüdersynode im unweit gelegenen Lhotka bei Reichenau. 
Auf der Synode wurde eine Umbenennung in „Unitas Fratrum“ (Einigkeit der Brüder) oder auch „Fratres Unitatis“ (Vereinigte Brüder) beschlossen. Bedeutung erlangte diese Synode vor allem dadurch, dass die Fratres beschlossen, eigene Priester zu wählen und kirchenrechtlich ordinieren zu lassen. Deshalb sandten sie Michael von Žamberk und zwei weitere Priester zum Waldenserbischof Stephanus, der sich verborgen in Österreich aufhielt und sie zu Bischöfen weihte. Nach ihrer Rückkehr weihte Michael von Žamberk, der das Amt des Seniors bekleidete, im selben Jahr drei auf der Synode von Lhotka gewählte Männer zu Priestern. Es waren die vorher durch Los bestimmten Thomas von Přelouč († 1518), Elias von Křenowitz († 1503) und Matthias von Kunwald, der nach der erfolgten Priesterweihe auch zum Bischof geweiht wurde.
Durch die Wahl und Weihe eigener Priester und die Ablehnung der Kompaktaten wurden die noch bestehenden Bindungen an die utraquistische Kirche bewusst gelöst. Da sich die Utraquisten dadurch in ihrem Bestand gefährdet sahen, wurde die Brüderunität neuerlichen Verfolgungen ausgesetzt.
Im Gebiet des erloschenen Ortes Lhotka erinnert bis heute in einem Wäldchen an der Kněžná eine Waldkiefer an die Synode von 1467. Die Waldkiefer, von der nur noch der Stamm erhalten ist, wird als Bratrská borovice bezeichnet.